# Bematistes nado
Bematistes nado är en fjärilsart som beskrevs av Ungemach 1932. Bematistes nado ingår i släktet Bematistes och familjen praktfjärilar. Inga underarter finns listade i Catalogue of Life.